# Andrena yelkouan
Andrena yelkouan är en biart som beskrevs av Warncke 1975. Andrena yelkouan ingår i släktet sandbin, och familjen grävbin. Inga underarter finns listade i Catalogue of Life.